# 大塚耕平
大塚耕平（1959年10月5日—），日本政治人物，曾為日本民進黨及國民民主黨黨魁。生於名古屋，大塚耕平早年於早稻田大學取得博士學位，研究貨幣政策及改革，及後1983年-2000年於日本銀行工作，直至於第19屆日本參議院議員通常選舉參選並當選成為參議員。

## 從政經歷
2020年，日本兩大在野黨國民民主黨和立憲民主黨合併，但包括大塚耕平在內的15名國會議員未有加入新黨，而是重新組成新的國民民主黨，又強調他們不改黨名，代表他們才是真正傳承國民民主黨精神的政黨。

## 資料來源
1. ↑  .   [2020-09-21]. （原始内容存档于2018-07-08）.
2. 1 2  .   [2020-09-21]. （原始内容存档于2020-11-07）.
3. 1 2  . JANJAN.   [2007-10-25]. （原始内容存档于2007-10-24） （日语）.
4. ↑  .   [2020-09-21]. （原始内容存档于2020-09-17）.